# Língua loup
Loup é uma língua Algonquina extinta ou possivelmente grupo de idiomas, falada no colonial Nova Inglaterra. 'Loup' ("Lobo") era um termo etnográfico colonial  francês e seu uso era inconsistente. Na literatura moderna, referem-se duas variedades, Loup A e Loup B.

## Documentação
O Loup A, que pode ter sido o idioma dos Nipmuck, é atestado principalmente a partir de uma lista de palavras registradas por refugiados pela missão Saint François-du-Lac, Quebec dos Abenaki em Quebec. Os descendentes desses refugiados tornaram-se falantes do Abenaki ocidental no século XVIII. O grupo B refere-se a uma segunda lista de palavras, que mostra ampla variação dialetal. Pode não ser uma língua distinta, mas apenas notas sobre o discurso de vários refugiados algonquinos da Nova Inglaterra em missões francesas.

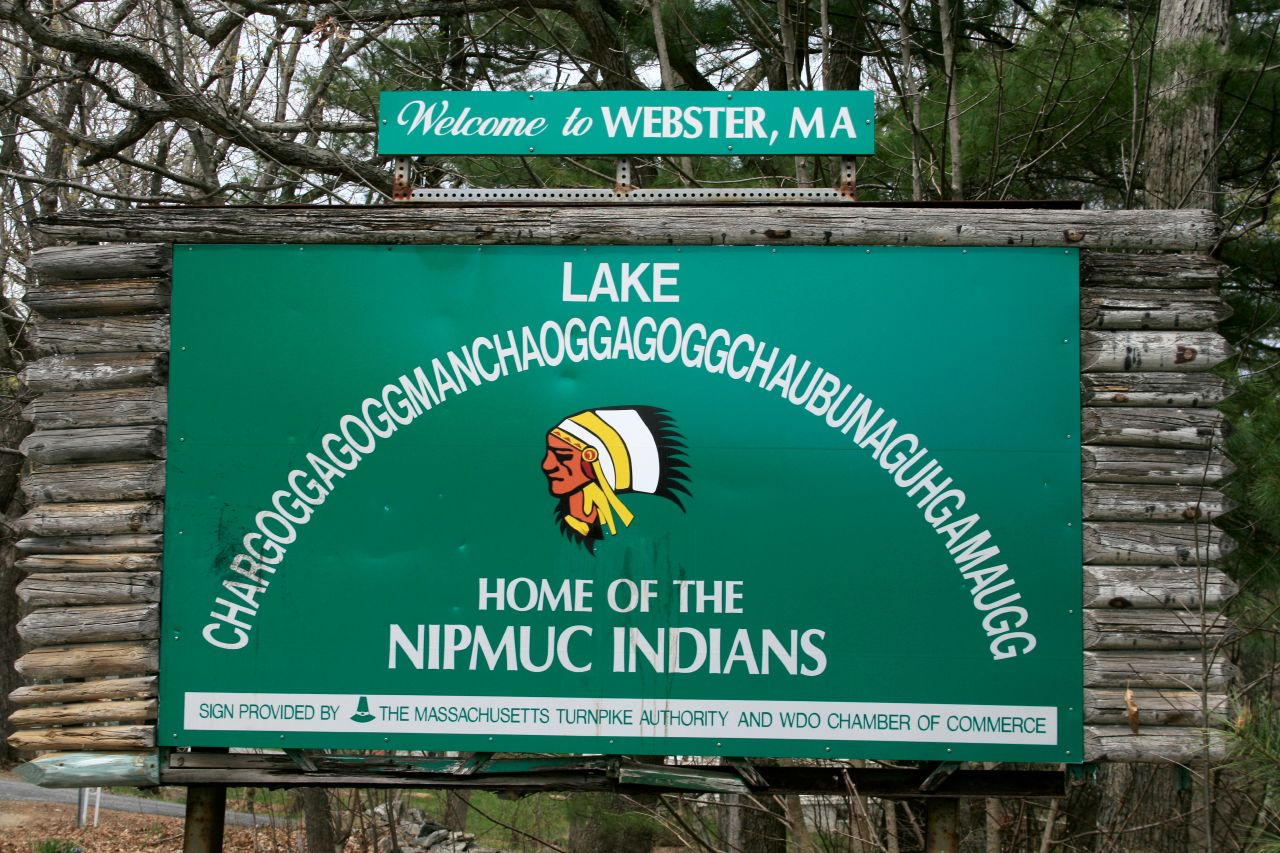
Chaubunagungamaug lake sign, in Nipmuk and English

## Fonologia
A fonologia do [[[dialeto]] Loup A (Nipmuck), reconstruído po Gustafson 2000:
|              | Bilabial | Alveolar | Alveolar | Palatal/ Pós-alveolar | Velar  | Velar | Glotal |
| plana        | Bilabial | palatal  | plana    | Palatal/ Pós-alveolar | labial |       | Glotal |
| ------------ | -------- | -------- | -------- | --------------------- | ------ | ----- | ------ |
| Plosiva      | p        | t        | tʲ       |                       | k      | (kʷ)  |        |
| Nasal        | m        | n        |          |                       |        |       |        |
| Africada     |          |          |          | tʃ                    |        |       |        |
| Fricativa    |          | s        |          |                       |        |       | h      |
| Lateral      |          | l        |          |                       |        |       |        |
| Approximante | w        |          |          | j                     |        |       |        |

|                   | Curta | Longa | Nasal |
| ----------------- | ----- | ----- | ----- |
| Fechada           | i     | iː    |       |
| Média             | e     |       |       |
| Aberta            | a     | aː    | ã     |
| medial posterior  | o     | oː    |       |
| Fechada posterior |       | u     |       |

Os sons das vogais provavelmente têm a mesma qualidade fonética que outras línguas algonquinas meridionais do sul da Nova Inglaterra. As vogais curtas / i o e a / podem representar os sons como [ɪ], [ʊ], [ɛ,ə], [ʌ], while the long vowels /iː/, /oː/, /ã/ correspondem a /i/, /o/, /ã/.

## Escrita
A forma do alfabeto latino para Loup não usa as letras B, C, D, F, J, Q, R, V, X, Z. Usam-dse as formas Ty, ã, aa, ii, kw,oo.

## Amostra de texto
Pai Nosso
Nushun kesukqut; Quttianatamunach ktowesuonl; Peyaumuntch kukketassutamoonk; Kuttenantamook nen nach ohkeit neane kesukqut; Nummeetsuongash asekesukokish asamaiinean yeuyeu kesukod; Kah ahquontamaunnean nummatcheseongash neane matchenekuk quengig nutahquontamounnonog; Ahque sagkompagunaiinnean en qutchhuaonganit; Wehe pohquohwussinnean wutch match itut; Newutche kutahtaun ketassutamoonk kah menuhkesuonk kah sohsumoonk micheme Amen.